# Slovianka-Quadrille
Slovianka-Quadrille, op. 338, är en kadrilj av Johann Strauss den yngre. Den spelades första gången den 5 oktober 1868 i Pavlovsk i Kejsardömet Ryssland.

## Historia
Efter tio på varandra följande säsonger med sommarkonserter i Pavlovsk åren 1856–1865 beslöt Johann Strauss att avsluta sin kontrakt med ledningen för Järnvägsbolaget Tsarskoje-Selo i Sankt Petersburg. Men hösten 1868 kunde pressen i Wien rapportera att Strauss hade skrivit under ett nytt kontrakt med bolaget för 1869, då han skulle dela posten som dirigent med sin broder Josef. Det skulle bli Strauss näst sista visit till Ryssland och den 14 augusti skrev den tyskspråkiga tidningen St. Petersburger Zeitung: "I och med nästa säsong räknar Herr Johann Strauss med att avsluta sin karriär som dirigent med inga andra skäl än att han känner sig utmattad". Sanningen var att Strauss förberedde att byta ut konsertsalarna och balerna mot teaterns orkesterdike då han ämnade gå över till att komponera operetter.
Johann och Josef tillbringade sommaren 1869 tillsammans i Pavlovsk och delade på ansvaret som dirigent. Säsongen inleddes den 9 maj och fortsatte hela sommaren ända till den 10 oktober. Några veckor tidigare hade en välgörenhetskonsert ägt rum den 5 oktober. Trots det ihärdiga regnandet bjöd bröderna sin publik på en speciell konsert, inte bara genom att spela ett urval av deras egna kompositioner som pianoduetter, men även genom att framföra två premiärstycken: Josefs polka En passant (op. 273) och Johanns kadrilj Slovianka-Quadrille över ryska melodier.
Slavjanka heter den lilla flod som rinner genom Pavlovsk.

## Om kadriljen
Speltiden är cirka fem minuter och 23 sekunder, plus minus några sekunder beroende på dirigentens musikaliska tolkning.

## Weblänkar
- Slovianka-Quadrille i Naxos-utgåvan.